# Joaquim Pedro Alves Crespo
Joaquim Pedro Alves Crespo (1847 - 21 de maio de 1907) foi um médico, poeta e tradutor português.

## Vida
Alves Crespo nasceu na Marinha Grande em 1847. Após conclusão do curso de medicina, passou a residir em Ericeira em 1871, provavelmente sob influência de seu tio José Luís Pereira Crespo. Exerceu medicina no hospital da Santa Casa da Misericórdia da Ericeira, substituindo o Dr. Pedro da Cunha, falecido nesse ano. 
Alves Crespo foi igualmente médico do Concelho de Mafra, até à sua morte. Exerceu igualmente o cargo de Provedor da Santa Casa da Misericórdia da Ericeira. Foi colaborador literário do jornal O Concelho de Mafra (1893-1894). Foi igualmente colaborador na revista literária A Civilização (1869-1873). Era amigo pessoal, entre outros, de Alberto Pimentel (1849-1925), Vicente Rodrigues Monteiro (1847-1935), de Xavier da Cunha (1840-1920), e do fotógrafo Carlos Relvas (1838-1894). 

## Obras
- Crespo, Joaquim Pedro Alves (1869), "Cartas de Lisboa", in A Civilização, n.º 2, 20 de Dezembro, pp. 13-15, Coimbra, Imprensa da Universidade.

- Crespo, Joaquim Pedro Alves (1871), Breves reflexões sobre a symptomatologia e tratamento dos aneurismas arterio venosos: A propósito de um caso observado na clínica de ensino da Escola Medico-Cirurgica de Lisboa, Lisboa, Typographia Lisbonense, Dissertação:	These (medico-cirurgica), Escola Medico-Cirurgica de Lisboa, 2ª Série, n.º 35.

- Crespo, Joaquim Pedro Alves (1885), Um Jogo de Cartas: Comédia em Verso, Lisboa, Thomaz de Gusmão.

- Crespo, Joaquim Pedro Alves (1893), “Folhetim: Pela Suissa: Notas da Minha Carteira”, in O Concelho de Mafra, 27 de Agosto n.º 26, 3 de Setembro n.º 27, 10 de Setembro n.º 28, 17 de Setembro n.º 29, 24 de Setembro n.º 30, 1 de Outubro n.º 31, 8 de Outubro n.º 32.

- Crespo, Joaquim Pedro Alves (1899), Manoel Bento de Sousa: Elogio Histórico Recitado na Sessão Solemne Commemorativa, Celebrada pela Associação dos Médicos Portuguezes na Noute de 23 de Novembro de 1899, Lisboa, Typ. do Dia.

- Crespo, Joaquim Pedro Alves (1900), Theatro em verso; Um jogo de cartas; João Maria; A Banhos, Lisboa, Typ. do Dia, 2ª edição.

- Crespo, Joaquim Pedro Alves (1909), Versos, Lisboa, Typographia Castro Irmão.

## Ligações Externas
- PORBASE: Base Nacional de Dados Bibliográficos

- https://alpha.sib.uc.pt/?q=taxonomy/term/52704

- Diário Ilustrado - Domingo, 16 de novembro de 1890

- http://www.worldcat.org/identities/np-alves%20crespo,%20joaquim%20pedro$1847%201907/